# Уоттис, Ричард
Ричард Уоттис (25 февраля 1912 — 1 февраля 1975) — английский актёр, игравший главные роли во многих популярных британских комедиях 1950-х и 1960-х годов.

## Ранние годы
Ричард Кэмерон Уоттис родился 25 февраля 1912 года в Веднсбери, Стаффордшир. Старший из двух сыновей Кэмерона Тома Уоттиса и Маргарет Джанет, урождённой Престон. Учился в школе короля Эдуарда и школе Бромсгроув, после чего работал в электротехнической фирме William Sanders & Co (Wednesbury) Ltd. Его дядя, Уильям Престон (1874—1941), был управляющим директором и членом парламента от консерваторов от Уолсолла с 1924 по 1929 годы.

## Карьера
Уйдя из семейного бизнеса, Уоттис стал актёром. Его дебют состоялся в Репертуарном театре Кройдона, и он много раз появлялся на сцене Вест-Энда в Лондоне. Его первое появление было в фильме «Янки в Оксфорде» (1938), но война прервала его актёрскую карьеру. Он служил вторым лейтенантом в отделе стрелкового оружия Управления специальных операций на Станции VI во время Второй мировой войны (автор Джеймса Бонда Ян Флеминг работал в том же отделе).
Уоттис наиболее известен своими появлениями в круглых очках с толстой оправой в британских комедиях 1950-х и 1960-х годов, часто в роли «человека из министерства» или подобного персонажа. Такие выступления включали фильмы святого Триниана (« Красавицы святого Триниана», "Голубое убийство в святом Триниане " и "Великое ограбление поезда святого Триниана ") в роли Мэнтона Бассетта, государственного служащего, который был заместителем директора школ в Министерстве образования, где его часто видели хмурым и выражающим возмущение возмутительным поведением других персонажей. Американской публике Уоттис, вероятно, наиболее известен своей ролью британского государственного служащего Нортбрука в фильме «Принц и танцовщица» (1957). Он отказался от этого типажа в своих более поздних фильмах, таких как его главная роль в «Играх, в которые играют любовники».
Среди других фильмов Уоттиса были «Выбор Хобсона ", «Постоялый двор шестой степени счастья ", «Читти-Читти-бах-бах», «Шпионь дальше», «История Кольдица», «Дантист на работе», «Очень важный человек», «Самые счастливые дни в вашей жизни „ и “Самый длинный день». Он также появлялся на телевидении, в том числе в продолжительной роли Сайкса и в качестве рассказчика в детской программе BBC Jackanory, в 14 эпизодах между 1971 и 1972 годами. Другие телевизионные работы включают появление в фильмах «Опасный человек», «Заключённый», «Полезности», "Полчаса Хэнкока " и «Отец, дорогой отец». С 1957 по 1958 год он появлялся в роли Питера Джеймисона в трех эпизодах американского ситкома «Дик и герцогиня».

## Личная жизнь и смерть
Уоттис был геем в эпоху, когда это было запретной темой, а гомосексуальные проявления были уголовно наказуемы в Великобритании.
1 февраля 1975 года Уоттис перенес сердечный приступ во время ужина в ресторане Berwick’s на Уолтон-стрит в Лондоне. Он был доставлен в больницу, но по прибытии скончался. Ему было 62 года. Панихида по нему была проведена в соборе Святого Павла, Ковент-Гарден, «Актерской церкви» и установлена мемориальная доска возле его могилы.

## В художественной литературе
Уоттиса сыграл Ричард Клиффорд в фильме 2011 года «7 дней и ночей с Мэрилин», в котором рассказывается о создании фильма 1957 года «Принц и танцовщица».
 